# ナンナ (北欧神話)

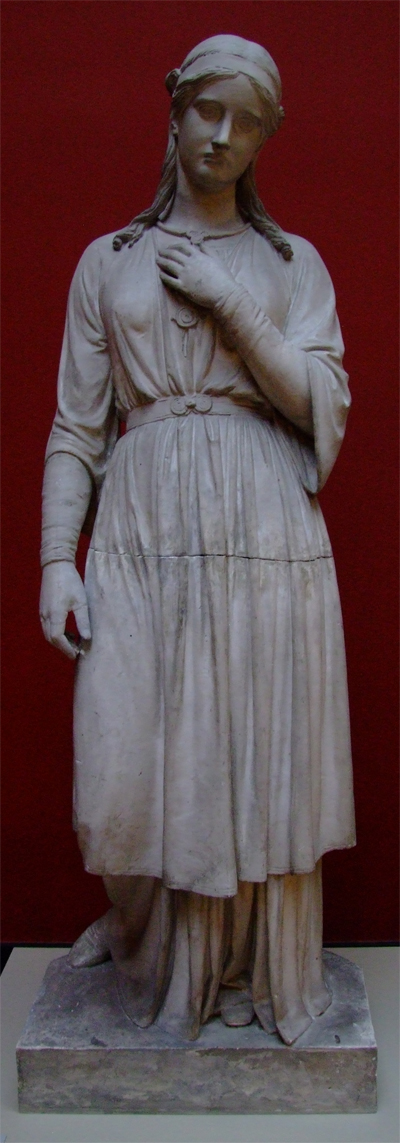
『ナンナ (Nanna)』（1857年）。Herman Wilhelm Bissenによる。

ナンナ（古ノルド語: Nanna）は、古い北欧神話の女神の1柱であり、ネプの娘であり、バルドルの妻、フォルセティの母である。彼女とバルドルは共にアース神族であり、アースガルズのブレイザブリクの殿堂で一緒に暮らしている。

## 『散文のエッダ』

### 『ギュルヴィたぶらかし』
『ギュルヴィたぶらかし』によると、バルドルがロキの裏切りによって盲目の神ヘズに誤って殺されたとき、彼女は悲しみに打ち倒されて死んだ。その後彼女は、バルドルと並んで、彼の船フリングホルニの上の火葬用積み薪(en)に置かれ、海へと送り出された。後に、ヘルモーズが黄泉の国からバルドルを連れ戻すべくバルドルの探索に出発し、ヘルの館に入った時、彼はバルドルがナンナと並んで高位の席にいるのを見た。2人はヘルモーズに他の神々への贈り物を届けさせた。それらは、フリッグへの布、フッラへの指輪、それらに加えて、バルドルによってオーディンへ送り返されるドラウプニルであった。

### 『詩語法』
『詩語法』によると、アースガルズの客であったエーギルのために開催される晩餐会を主催している8名のアースの女神(Ásynjur)の中に、ナンナが挙げられている。しかしながらバルドルは集合した男性のアース神族の中では目立って不在であった。
『詩語法』では他に、バルドルの母フリッグのケニングとして「ナンナの義母」という表現が紹介されている。

## 『詩のエッダ』

### 『ヒュンドラの歌』
詩『ヒュンドラの歌』にもまた、ネクヴィの娘としてナンナの名が見られる。女巨人ヒュンドラによってオッタルの先祖が列挙される中で言及されるが、それはおそらく女神ではなく人間の祖先を指しているだろう。

## 『デンマーク人の事績』

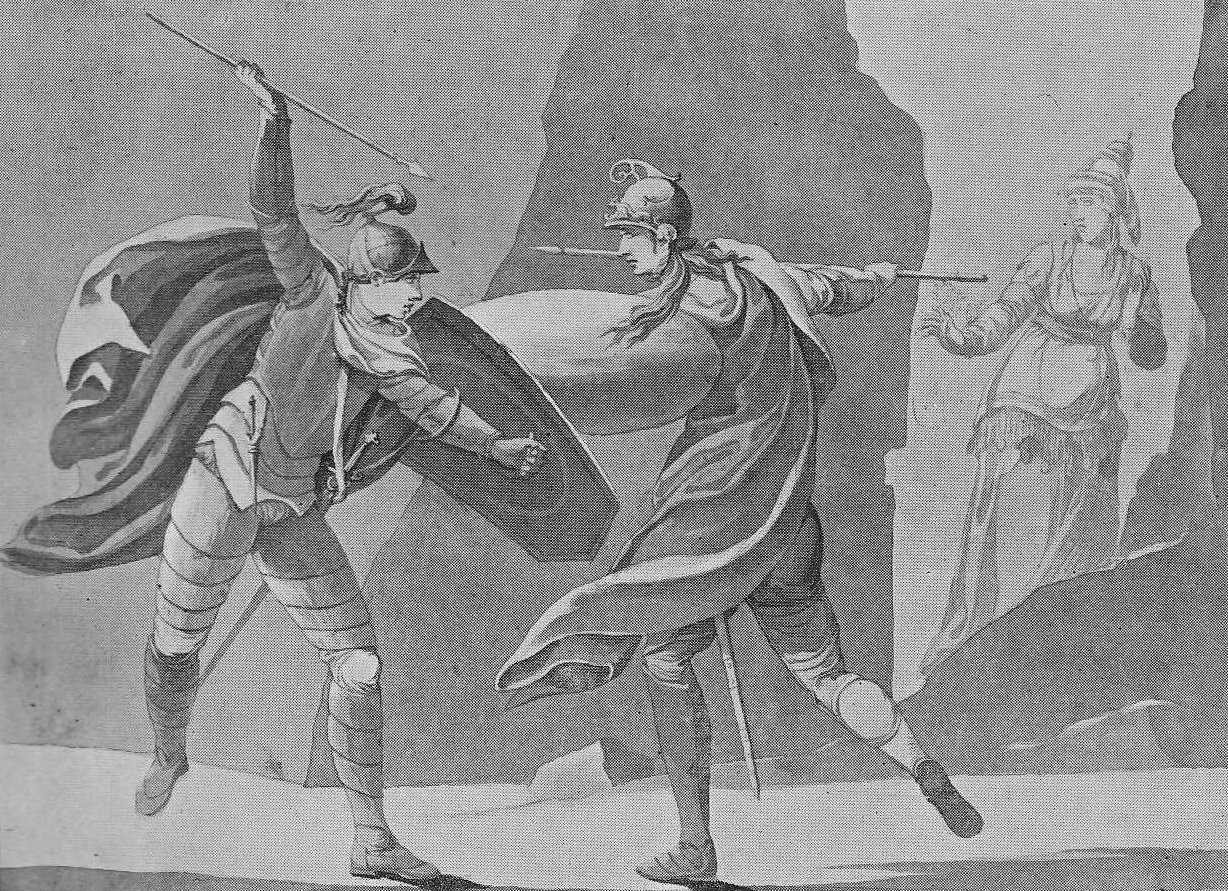
ナンナが見守る中、バルデルスとホテルスが戦う。Johannes Wiedewelt（1731年 - 1802年）による。

サクソ・グラマティクスによって書かれたデンマークの歴史書、『デンマーク人の事績』でのナンナは、美しい人間の女性である。この伝承では、『ギュルヴィたぶらかし』における彼らに対応する人々の関係がまったく異なる。人間の王ホテルス（ヘズに相当）と半神バルデルス（バルドルに相当）は当然兄弟ではなく、ナンナの愛を巡る敵同士である。